# Ailill mac Máta

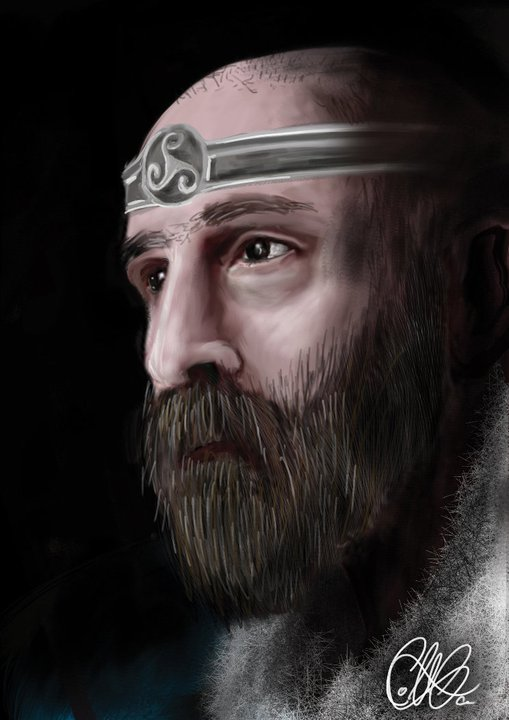
Ailill mac Máta

Ailill is in de Ulstercyclus de koning van Connacht, de echtgenoot van Medb en de vader van Findabair. Hij bezit een stier meer dan zijn vrouw en een ruzie hierover leidt tot de Runderroof van Cooley (Cuailnge) met het doel een stier van de Ulaid te stelen.
Van Ailill en zijn vrouw Medb mag, volgens de Táin Bó Fraích (runderroof van Fróech), Fróech pas met hun dochter Findabair trouwen als hij met zijn eigen vee heeft deelgenomen aan de runderroof van Cooley. 